# Kateřinky (Újezd u Průhonic)
Kateřinky jsou sídelní část pražské městské části Praha-Újezd, rozkládající se na jihovýchodním okraji hlavního města Prahy. Je součástí městského obvodu Praha 4, rozšířenou působnost státní správy zde vykonává městská část Praha 11.
Kateřinky tvoří severovýchodní část Prahy-Újezda. Žije zde asi 85 % obyvatel, přičemž počet obyvatel se prudce zvýšil v posledních 2 desetiletích, vlivem výstavby panelového sídliště Kateřinky (1993) a bytových domů Nové Kateřinky (2004). V roce 2004 se přesunulo i jádro obce (společně s místním úřadem a služebnou městské policie) z návsi v Újezdě na Kateřinské náměstí v nové zástavbě.

## Historie Kateřinek
První zmínka o Kateřinkách je z roku 1727, kdy jsou zmiňovány jako osada, ležící při okraji Milíčovského lesa. Kolem roku 1788 vznikla při severním okraji Milíčovského lesa hájenka Milíčov. V roce 1850 byla ustanovena obec Újezd u Průhonic, ke které kromě Újezda a Kateřinek patřily i Křeslice (osamostatnily se v roce 1922). 12.7.1971 protnula katastr Újezda dálnice D1, která zpřetrhala přirozené vazby Újezda a Šeberova. 1. července 1974 byla celá obec připojena k Praze (z okresu Praha-západ). Úředně stále platný název katastrálního území Újezd u Průhonic se od té doby již běžně nepoužívá, městská část se nazývá pouze Praha-Újezd. Jak bylo zmíněno, Kateřinky získaly mnoho obyvatel při výstavbě sídliště v Kateřinkách (stavěno 1989–1993) a zhruba o 10 let později při výstavbě bytových domů Nové Kateřinky na jihozápadní straně Formanské ulice, kde vzniklo nové centrum městské části a dvě náměstí – náměstí Pod platanem a Kateřinské náměstí. Kateřinky tím „přerostly“ počtem obyvatel Újezd. Postupem času také asi dojde ke stavebnímu spojení Kateřinek a Újezda (dnes jsou okraje zástavby od sebe vzdáleny necelý 1 km).

## Služby a doprava
V Kateřinkách je služebna městské policie, obchod s potravinami a mateřská škola. Historii dopravy mají Kateřinky shodnou s vlastním Újezdem. V plánu je stavba Vestecké spojky, která bude sloužit jako obchvat městské části.

## Příroda a rekreace
Na území městské části v bezprostředním sousedství Kateřinek se rozkládá Milíčovský vrch (307 m n. m.) a také přírodní památka Milíčovský les a rybníky, součást přírodního parku Botič-Milíčov. Přírodní památka byla vyhlášena kvůli ochraně zachovalých lesních porostů a mokřadních společenstev v okolí rybníků (Milíčovský, Kančík, Homolka a Vrah). Jde o významné útočiště obojživelníků a hnízdiště ptactva, mj. labutě velké, poláka chocholačky, potápky malé nebo strakapouda prostředního.
Přes Milíčovský les vede zelená turistická značka z Kateřinek do Křeslic a také dálková cyklotrasa Greenways Praha - Vídeň.

## Fotogalerie

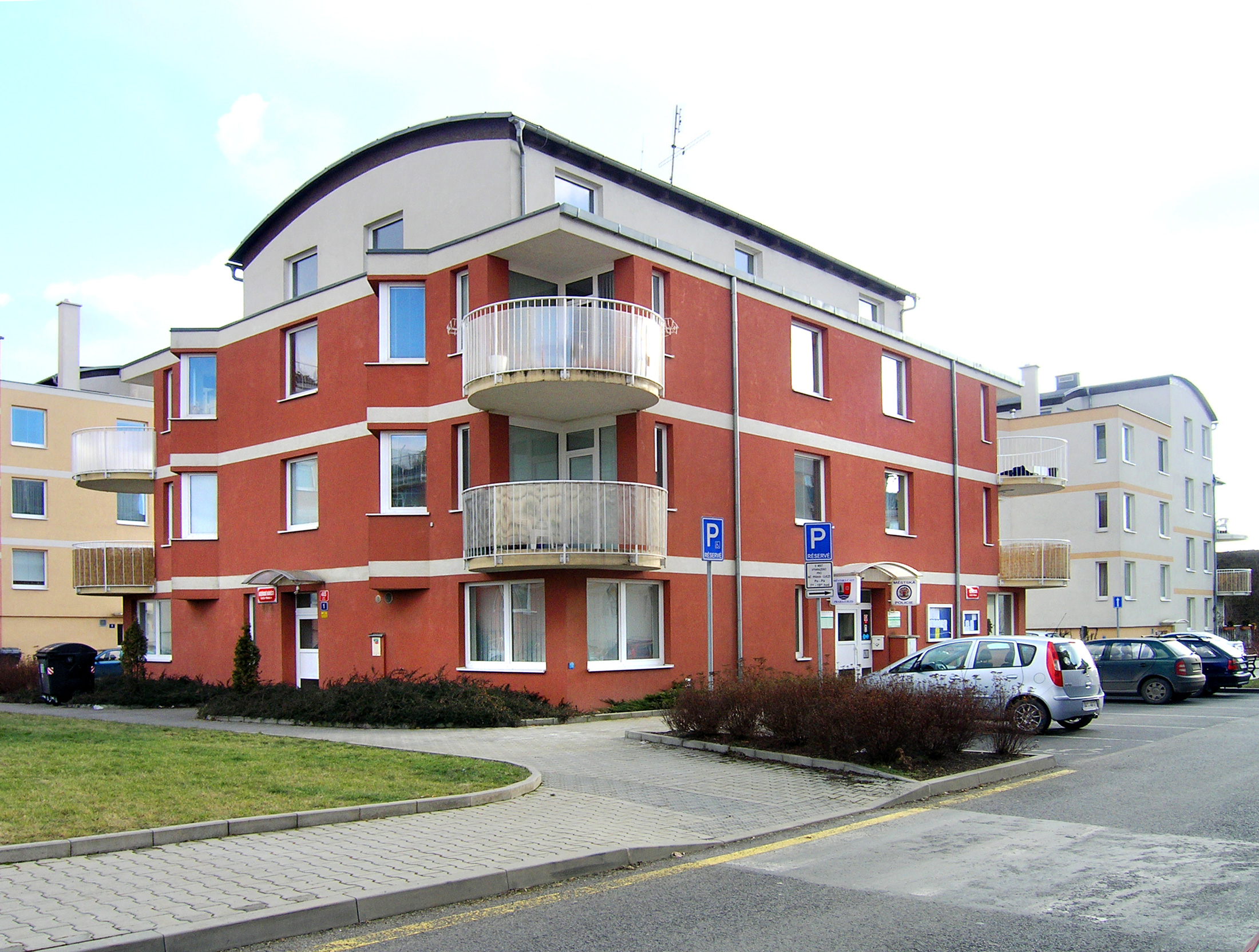
Úřad na Kateřinském náměstí
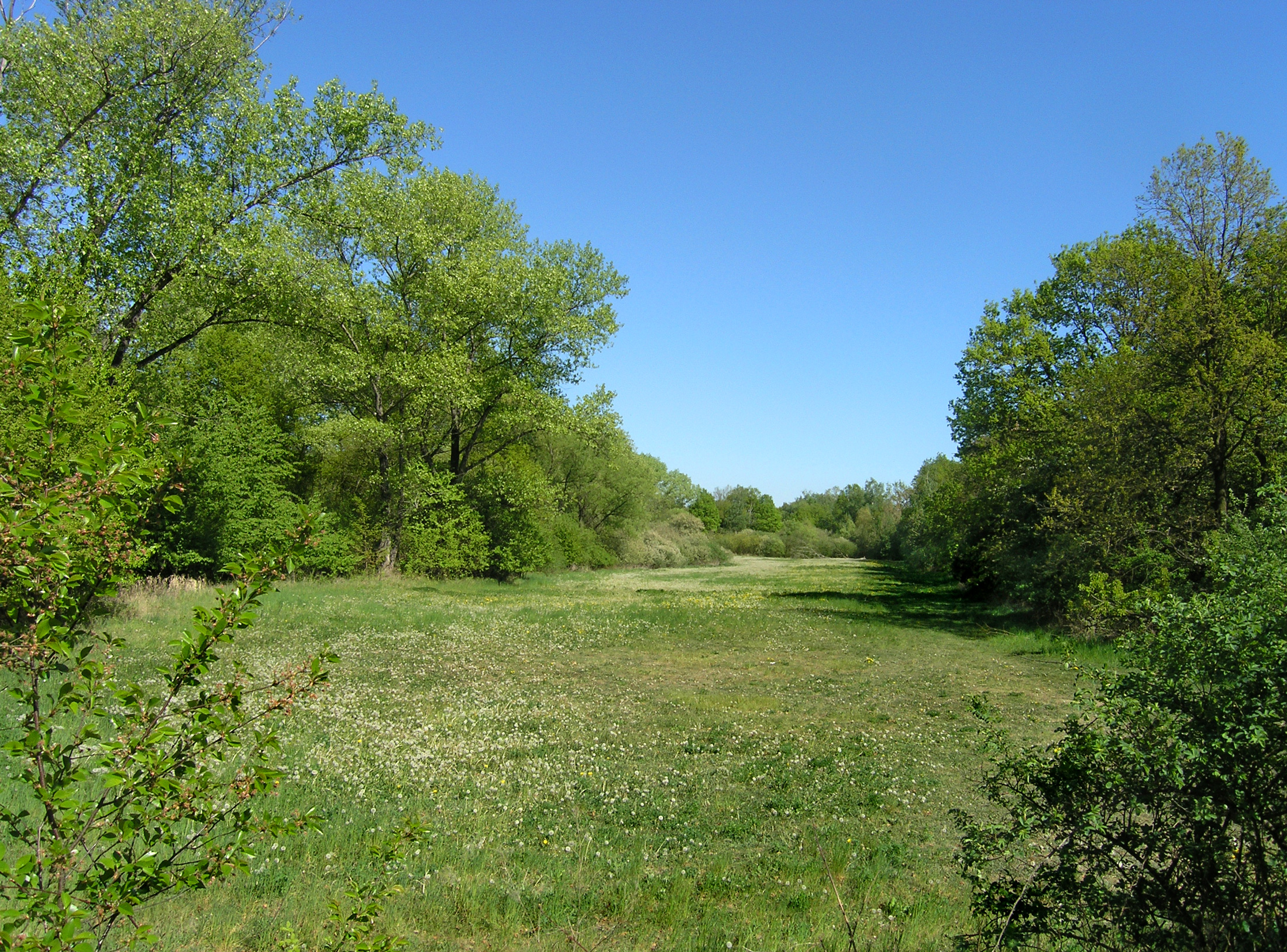
Blatouchová louka
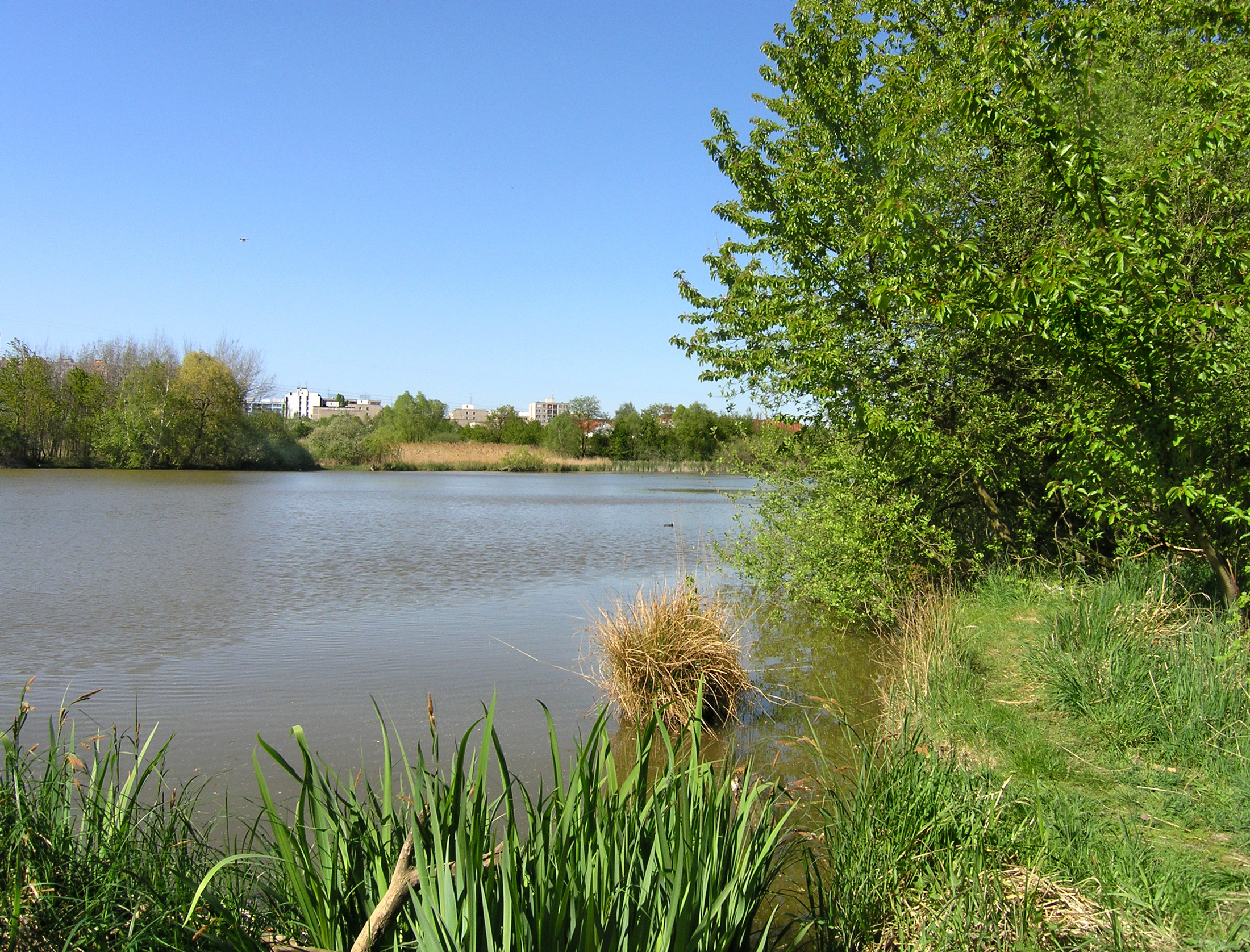
Milíčovský rybník
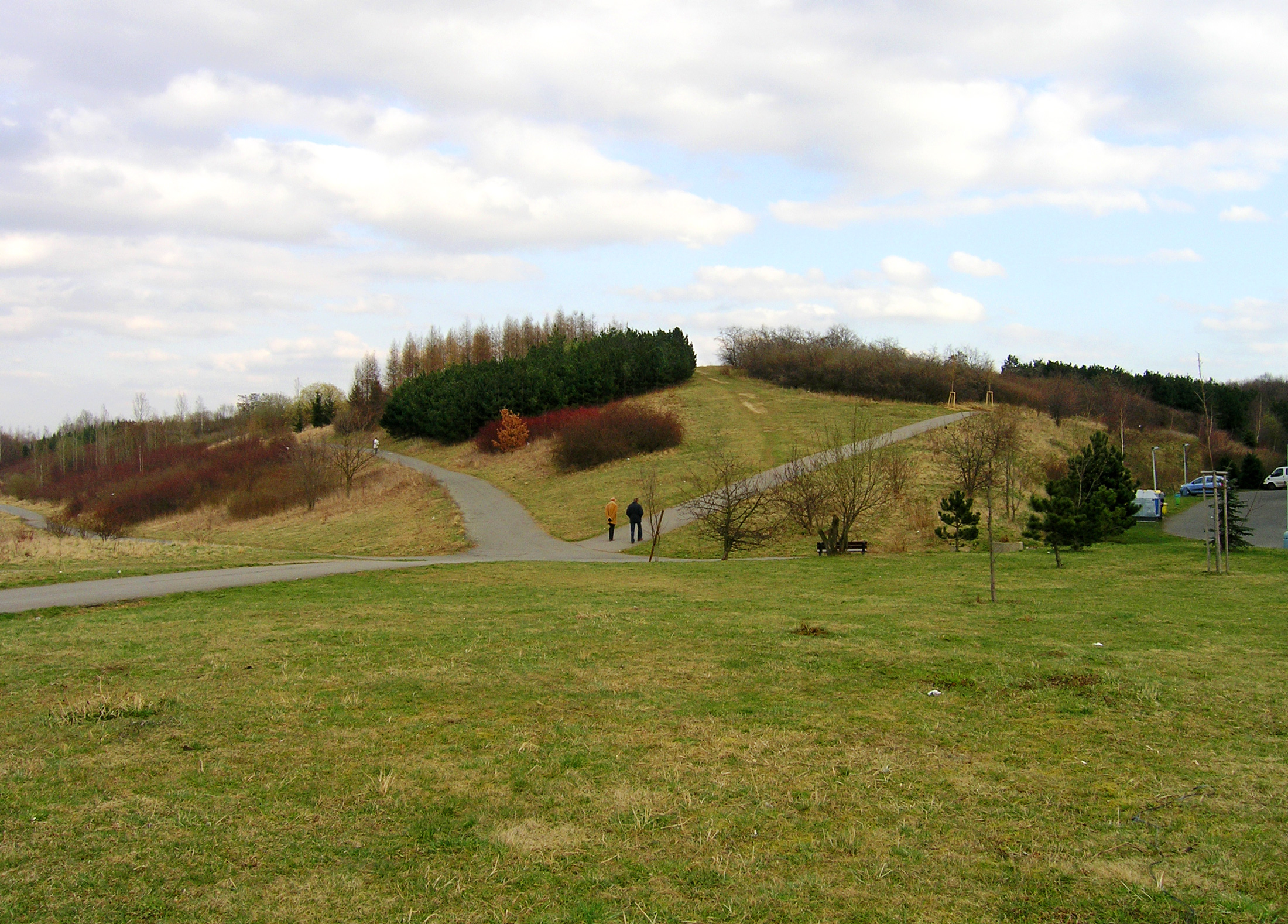
Milíčovský vrch (309 m)